# Rue Saint-Hilaire (Paris)
Pour les articles homonymes, voir Rue Saint-Hilaire.
La rue Saint-Hilaire est une ancienne rue de Paris, aujourd'hui disparue, qui était située dans le quartier Saint-Jacques, désormais fusionnée à la rue de Lanneau.

## Origine du nom
Elle porta ce nom en raison de la présence de l'église Saint-Hilaire qui y était située.

## Historique
Cette rue, qui fut percée sur le clos Bruneau, porta le nom dès le début du XIIIe siècle de « rue Saint-Hilaire » en raison de la présence de l'église Saint-Hilaire, également appelée « église Saint-Hilaire-du-Mont », qui y était située.
Elle est citée dans Le Dit des rues de Paris, de Guillot de Paris, sous la forme « rue Saint-Ylaire ».
Au XVIe siècle, cette rue était fréquentée assidûment par les écoliers des nombreux collèges voisins. Durant cette période, et bien que cette rue fût petite, elle compta jusqu'à 14 librairies ! 
Elle est citée sous le nom de « rue Saint Hillaire » dans un manuscrit de 1636.
Les plans de Gomboust (1649) et de Bullet (1676) la nomment « rue Fromentel » dont elle forme le prolongement.
En 1700, elle reprend sa première dénomination, « rue Saint-Hilaire » et « rue du Mont-Saint-Hilaire », car elle était sur une surélévation, puis elle devint plus tard la « rue du Puits-Certain » en raison d'un puits public construit par Robert Certain qui était curé de Saint-Hilaire. C'est la « rue du Mont-Hilaire » sous la Révolution.
En 1880, elle est fusionnée à la rue Fromentel sous le nom de « rue de Lanneau ».[réf. nécessaire]
Dans son Paris anecdote. Les industries inconnues, la Childebert, les oiseaux de nuit, la villa des chiffonniers, Alexandre Privat d'Anglemont décrit ce quartier aujourd'hui restructuré :

« Il existe derrière le Collège de France, entre la bibliothèque Sainte-Geneviève, les bâtiments de l'ancienne École normale, le collège Sainte-Barbe et la rue Saint-Jean-de-Latran, tout un gros pâté de maisons connu sous le nom de Mont-Saint-Hilaire. Ce quartier ressemble beaucoup à un immense échiquier : il est tout emmêlé de petites rues sales et étroites, qui se coupent à angle droit et forment de tout petits carrés de maisons adossées les unes aux autres. Dans cet ilot, long d'une centaine de mètres sur quarante de largeur, on trouve une dizaine de rues toutes vieilles, noires et tortueuses. Le Mont-Saint-Hilaire est le point culminant de ce qu'on est convenu d'appeler le quartier Latin ; c'est l’extrême limite du pays de la science et de la Montagne-Sainte-Geneviève, dont il est séparé par une rue et quelques maisons. »